# Birmingham

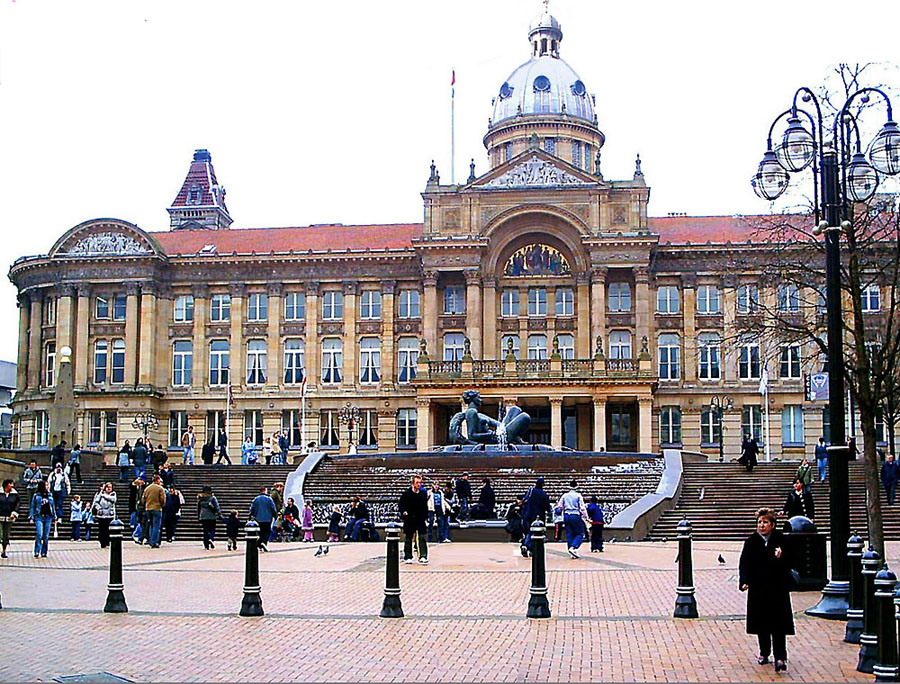
Victoria Square w centrum

Położenie dystryktu w hrabstwie West Midlands

Birmingham (ang. wym. /ˈbɜːrmɪŋəm/) – miasto (city) i dystrykt metropolitalny w Wielkiej Brytanii, w Anglii, w hrabstwie metropolitalnym West Midlands. W 2014 roku miasto liczyło 1 137 100 mieszkańców.
Cały ośrodek metropolitalny (m.in. wraz z Coventry, Wolverhampton, Solihull, Tamworth, Dudley, Walsall), a także miasto samo w sobie jest drugim pod względem ludności (po Londynie) w Wielkiej Brytanii – zamieszkuje go ok. 4 mln osób.
Ważny ośrodek przemysłowy (m.in. zakłady Rovera i Cadbury), kulturalny (Led Zeppelin, Black Sabbath, Judas Priest, Electric Light Orchestra, Napalm Death, Duran Duran, City of Birmingham Symphony Orchestra, której dyrygentem był przez trzy lata Andrzej Panufnik) i akademicki (trzy uniwersytety).
Birmingham ma rozbudowany system kanałów, które łącznie są dłuższe od kanałów w Wenecji.
W mieście znajdują się stacje kolejowe Birmingham Moor Street, Birmingham Snow Hill, Birmingham New Street.

## Położenie
Miasto jest stolicą regionu West Midlands. Miasto leży niedaleko na zachód od geograficznego środka Anglii, na wysokości 150–200 m n.p.m. Najwyższe miejsce znajduje się przy ulicy Broad Street. Centrum miasta leży na wapieniach. Z północy na południe przebiega przez miasto dział wodny między zlewiskami Atlantyku (dorzecze rzeki Severn) i Morza Północnego (dorzecze rzeki Trent). Na południe i zachód od miasta znajdują się wzniesienia Lickey Hills, Clent Hills i Walton Hill, dochodzące do 315 m n.p.m.

## Podział administracyjny
| Dzielnica        | Ludność [osób] | Gęstość [osób/ha] | Powierzchnia [km²] |
| ---------------- | -------------- | ----------------- | ------------------ |
| Hodge Hill       | 121 678        | 59,0              | 0,02064            |
| Ladywood         | 126 693        | 49,0              | 0,02585            |
| Edgbaston        | 96 568         | 34,7              | 0,02786            |
| Erdington        | 97 778         | 44,5              | 0,02197            |
| Hall Green       | 115 904        | 59,4              | 0,01952            |
| Northfield       | 101 422        | 40,8              | 0,02485            |
| Perry Barr       | 107 090        | 43,5              | 0,02464            |
| Selly Oak        | 104 067        | 46,8              | 0,02224            |
| Sutton Coldfield | 95 107         | 16,5              | 0,05775            |
| Yardley          | 106 738        | 47,5              | 0,02247            |

## Civil parishes
- New Frankley in Birmingham i Sutton Coldfield[5].

## Budowa geologiczna
Miasto i okolice przecięte są uskokiem Birmingham Fault o przebiegu SW-NE, biegnącym z Lickey Hills przez Edgbaston, Bull Ring, Erdington i Sutton Coldfield. Na południe i wschód od uskoku zalegają warstwy Mercia Mudstone Group, znane jako margle kajpru, przekładające się ze zlepieńcami Bunter pebbles (pstry piaskowiec). Na północ i zachód od strefy uskokowej zalegają odporne piaskowce kajpru, o miąższości 45–180 m.

## Historia
W czasach rzymskich w okolicach współczesnego Birmingham znajdował się obóz wojskowy i skrzyżowanie szlaków. Pierwsza wzmianka o miejscowości pochodzi z 1086, z Księgi Sądu Ostatecznego (Domesday Book), gdzie Birmingham określono jako małą wioskę (Bermingeham). W XII wieku na terenie Birmingham istniała osada targowa. W związku z odkryciem w pobliżu złóż rud żelaza oraz węgla kamiennego, od XVI wieku nastąpił rozwój przemysłu metalowego. Tutejsze zakłady zbroiły m.in. wojska Cromwella (dzielnica Gun Quarter). W XVIII wieku powstało tu centrum przemysłowe.
Od 1760 do lat 20. XIX w. rozwijała się w mieście i okolicy sieć kanałów.
W 1837 powstało pierwsze połączenie kolejowe – Grand Junction Railway, później następne – London and Birmingham Railway. W 1854 obie spółki oddały do użytku stację New Street Station. Kolejna spółka – Great Western Railway otworzyła stację Snow Hill station.
W XIX wieku miejscowość rozrosła się znacznie, a prawa miejskie uzyskała w 1889. W 1900 powstał uniwersytet (University of Birmingham).
Miasto słynące z Gangu o nazwie Peaky Blinders. 
Na przełomie XIX i XX wieku nastąpił dalszy rozwój miasta, ze szczególnym uwzględnieniem rozwoju przemysłu zbrojeniowego. W czasie II wojny światowej miasto dotknęły naloty bombowe, co spowodowało gruntowną przebudowę w latach 50. i 60. Centrum Birmingham z biurowcami i drapaczami chmur sprawiało niekorzystne wrażenie i było nazywane „betonową pustynią”. Pod koniec XX wieku miasto zostało poważnie przebudowane, co uczyniło z niego nowoczesny ośrodek miejski.

### Lata założenia
- Osada ok. 600
- Gmina feudalna 1166
- Gmina miejska 1838
- Miasto 1889
- Metropolia 1 kwietnia 1974[11]

## Demografia
W 2011 roku miasto liczyło 1 073 045 mieszkańców.
Poniżej przedstawiona jest struktura etniczna, wyznaniowa i językowa miasta (dane ze spisu powszechnego w 2011 roku).
| Grupa etniczna                  | Liczba ludności | % ogółu |
| ------------------------------- | --------------- | ------- |
| Biali – Brytyjczycy             | 570 217         | 53,1%   |
| Biali – Irlandczycy             | 22 021          | 2,1%    |
| Biali – pozostali               | 29 398          | 2,7%    |
| Azjaci – Pakistańczycy          | 144 627         | 13,5%   |
| Azjaci – Hindusi                | 64 621          | 6,0%    |
| Azjaci – Bengalczycy            | 32 532          | 3,0%    |
| Azjaci – Chińczycy              | 12 712          | 1,2%    |
| Azjaci – pozostali              | 31 148          | 2,9%    |
| Czarni – Afrokaraibowie         | 47 641          | 4,4%    |
| Czarni – Afrykańczycy           | 29 991          | 2,8%    |
| Czarni – pozostali              | 18 728          | 1,7%    |
| Mieszani – Biali/Afrokaraibowie | 24 720          | 2,3%    |
| Mieszani – Biali/Azjaci         | 11 186          | 1,0%    |
| Mieszani – pozostali            | 11 699          | 1,0%    |
| Arabowie                        | 10 910          | 1,0%    |
| Pozostali                       | 10 894          | 1,0%    |
| Łącznie                         | 1 073 045       |         |

| Wyznanie        | Liczba ludności | % ogółu |
| --------------- | --------------- | ------- |
| Chrześcijaństwo | 494 358         | 46,1%   |
| Islam           | 234 411         | 21,9%   |
| Brak wyznania   | 206 821         | 19,3%   |
| Sikhizm         | 32 376          | 3,0%    |
| Hinduizm        | 22 362          | 2,1%    |
| Pozostałe       | 12 631          | 1,2%    |
| Brak odpowiedzi | 70 086          | 6,5%    |
| Łącznie         | 117 773         |         |

| Język                      | Liczba ludności | % ogółu |
| -------------------------- | --------------- | ------- |
| Język angielski            | 866 833         | 84,7%   |
| Język urdu                 | 29 403          | 2,9%    |
| Język pendżabski           | 21 166          | 2,1%    |
| Język bengalski            | 14 718          | 1,4%    |
| Pakistańskie języki pahari | 10 827          | 1,1%    |
| Język polski               | 8952            | 0,9%    |
| Język somalijski           | 8139            | 0,8%    |
| Języki chińskie            | 7807            | 0,8%    |
| Język arabski              | 6921            | 0,7%    |
| Język paszto               | 6123            | 0,6%    |
| Pozostałe                  | 42 497          | 4,2%    |
| Łącznie                    | 1 023 386       |         |

## Zabytki i atrakcje turystyczne

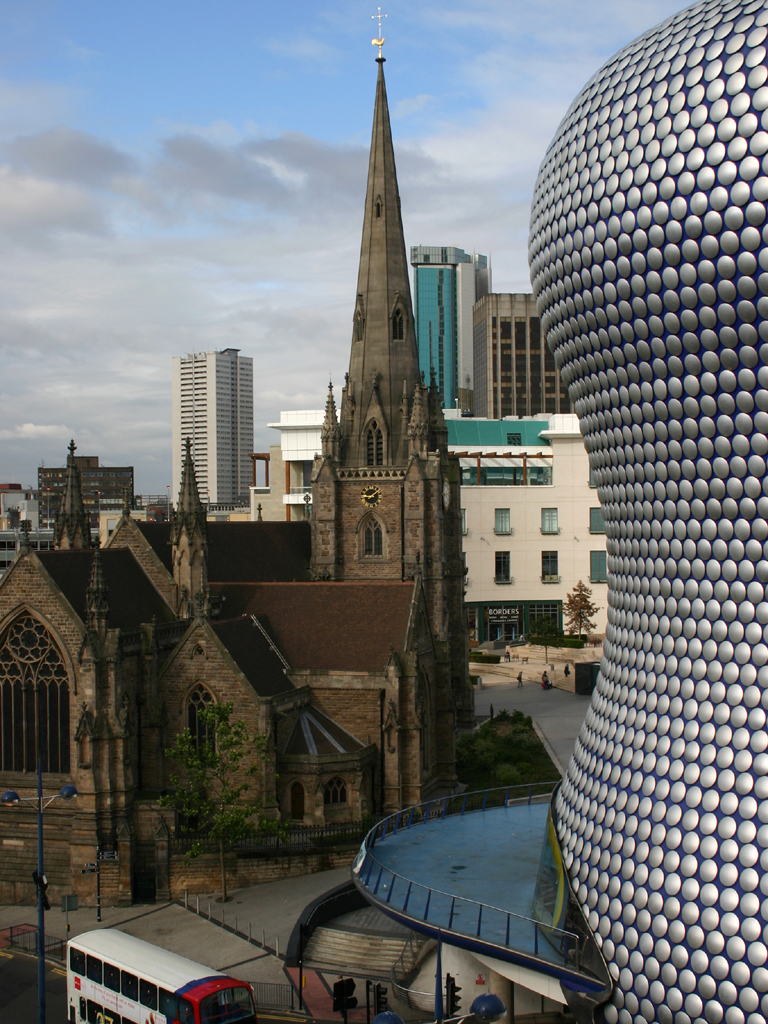
Kościół św. Marcina

- katedra rzymskokatolicka z XIX wieku
- kościół św. Marcina, z XIII wieku, przebudowany w XIX w.
- Sarehole Mill – młyn z XVIII wieku
- Muzeum Miejskie – znana kolekcja malarstwa szczególnie prerafaelitów
- Gun Quarter – dzielnica manufaktur broni
- Chinese Quarter – dzielnica chińska z wieloma restauracjami, barami i klubami
- Convention Quarter
- Jewellery Quarter – dzielnica jubilerów
- National Sealife Centre
- Birmingham Thinktank Science Museum

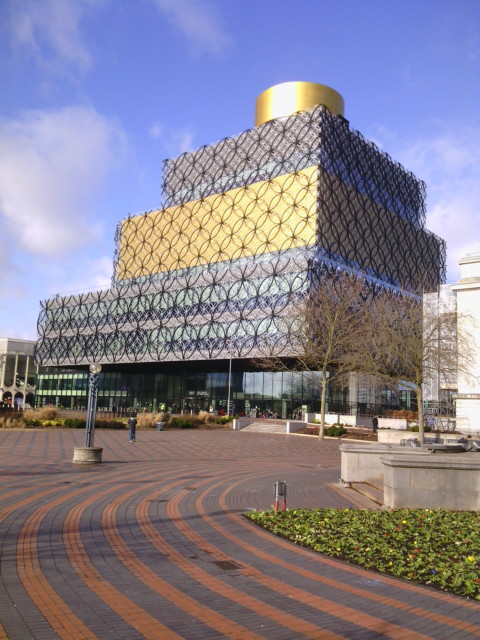
Biblioteka

- Victoria Square
- Sutton Park
- Muzeum J.R.R. Tolkiena
- Symphony Hall
- Cadbury World – muzeum czekolady
- Library of Birmingham

## Polonia
- Polska Szkoła Sobotnia im. Mikołaja Kopernika
- Polskie Centrum Katolickie „Dom Polski” (Polish Millennium House)
- Polskie Koło Katolickie[16].

## Znane osoby
- Matthew Boulton (1728–1809) – fabrykant
- Joseph Priestley (1733–1804) – chemik, filozof, duchowny i pedagog
- James Watt (1736–1819) – inżynier i wynalazca
- Alexander Parkes (1813–1890) – metalurg i wynalazca
- Francis Galton (1822–1911) – podróżnik, przyrodnik, antropolog, eugenik, wynalazca, meteorolog, pisarz, lekarz, psychometra i statystyk
- John Wright (XIX w.) – wynalazca, galwanotechnik
- Carl Palmer – (ur. 1950) – brytyjski muzyk, perkusista-wirtuoz
- Steve Winwood (ur. 1948) – multiinstrumentalista i twórca tekstów
- Ozzy Osbourne (1948–2025) – brytyjski wokalista, muzyk, autor tekstów i członek Black Sabbath
- Tony Iommi (ur. 1948) – brytyjski gitarzysta, założyciel i lider Black Sabbath
- Nick Rhodes (ur. 1962) – brytyjski klawiszowiec
- Mike Skinner (ur. 1978) – brytyjski muzyk i multiinstrumentalista, założyciel projektu The Streets
- Conor Maynard (ur. 1992) – brytyjski wokalista
- Brad Simpson (ur. 1995) – brytyjski wokalista zespołu The Vamps
- Bill Ward (ur. 1948) – brytyjski muzyk, perkusista Black Sabbath
- Geezer Butler (ur. 1949) –  brytyjski muzyk, basista Black Sabbath

## Miasta partnerskie
- Chicago, Stany Zjednoczone
- Frankfurt nad Menem, Niemcy
- Johannesburg, Południowa Afryka
- Lipsk, Niemcy
- Lyon, Francja
- Mediolan, Włochy
- Petersburg, Rosja